# 1978 en Inde
Chronologie de l'Inde
- 1974
- 1975
- 1976
- 1977
- 1978
- 1979
- 1980
- 1981
- 1982

Cette page concerne les évènements survenus en 1978 en Inde :

## Évènement
- Poursuite de la Commission Shah (en), commission d'enquête nommée par le gouvernement indien pour enquêter sur tous les excès commis pendant l’état d'urgence en Inde (1975-1977).
- 1er janvier : Le vol Air India 855 s'écrase en mer d'Arabie (bilan : 213 victimes)
- 24-31 janvier : Massacre de Marichjhapi (en), expulsion forcée de centaines de réfugiés Intouchables bengalis hindous qui occupaient des terres forestières de réserve légalement protégées sur l'île de Marichjhapi (en), au Bengale-Occidental, à la mort subséquente de certains d'entre eux à cause des tirs de la police, des blocus, de la famine et des maladies qui se sont ensuivies.
- 13 avril : Affrontement Sikh-Nirankari (en) entre la mission Sant Nirankari et les Sikhis traditionnels à Amritsar. Seize personnes - treize sikhs traditionnels et trois adeptes du Nirankari - sont tuées dans les violences qui suivent.
- 24 août-23 janvier 1979 : Scandale des espions de Samba (en), affaire d'espionnage militaire à Samba. La révélation du scandale a entraîné une grave rupture dans les relations étrangères de l'Inde et du Pakistan.
- 7 novembre : Indira Gandhi est réélue au parlement indien.
- décembre : Tragédie de l'alcool à Dhanbad (en), 254 personnes meurent après avoir consommé de l'alcool frelaté contaminé.
- 19 décembre : Indira Gandhi est arrêtée et emprisonnée pendant une semaine pour violation de privilège et outrage au Parlement.

## Cinéma
- 25e cérémonie des Filmfare Awards
- 25e cérémonie des National Film Awards (en)

- Sortie de film :
  - Besharam
  - Don
  - Satyam Shivam Sundaram

## Littérature
- Kayar de Thakazhi Sivasankara Pillai (en).

## Sport
- Participation de l'Inde à la Coupe Davis (tennis) pour la zone Est (en).
- 3-12 août : Participation de l'Inde aux Jeux du Commonwealth (en) d'Edmonton.
- 9-20 décembre : Participation de l'Inde aux Jeux asiatique (en) de Bangkok.